# Vivir
Vivir (рус. Жить) — второй испаноязычный и студийный альбом испанского певца Энрике Иглесиаса, выпущен 28 января 1997 года. Альбом дебютировал в чарте Бильборда «Top Latin Albums» на первом месте 15 февраля 1997 года. 6 мая альбом был сертифицирован как платиновый альбом в США. Также альбом был номинирован на премию «Грэмми в области латиноамериканской музыки» в 1998 году, в номинацию «Лучший латиноамериканский альбом», но проиграл альбому Луиса Мигеля «Romances».

## Об альбоме
Из альбома было выпущено 6 синглов:
- «Enomorando Por Primera Vez»
- «Sólo En Ti / Only You»
- «Miente»
- «Revolucion»
- «Lluvia Cae»
- «Al Despertar».

Из них три занимали первые позиции в США.

## Список композиций
01. «Enomorando Por Primera Vez» (рус. Влюблённый в первый раз)
- Длительность: 4 мин. 28 с.
- Авторы: Энрике Иглесиас

02. «Al Despertar» (рус. Проснулся)
- Длительность: 4 мин. 15 с.
- Авторы: Энрике Иглесиас / Роберто Моралес

03. «LLuvia Cae» (рус. Дождь Идёт)
- Длительность: 4 мин. 35 с.
- Авторы: Энрике Иглесиас / Рафаэль Перес—Ботия

04. «Tu Vacío» (рус. Ты одинока)
- Длительность: 3 мин. 55 с.
- Авторы: Рафаэль Перес—Ботия

05. «Sólo En Ti» (рус. Только Ты)
- Длительность: 3 мин. 31 с.
- Авторы: Рафаэль Перес—Ботия

06. «Miente» (рус. Солги)
- Длительность: 3 мин. 36 с.
- Авторы: Чьен Гарсия—Алонсо

07. «Viviré y Moriré» (рус. Я буду жить и я умру)
- Длительность: 3 мин. 54 с.
- Авторы: Энрике Иглесиас / Роберто Моралес

08. «Volveré» (рус. Повернись)
- Длительность: 3 мин. 34 с.
- Авторы: Энрике Иглесиас / Роберто Моралес

09. «El Muro» (рус. Стена)
- Длительность: 4 мин. 20 с.
- Авторы: Рафаэль Перес—Ботия

10. «Revolución» (рус. Поворот)
- Длительность: 3 мин. 50 с.
- Авторы: Марко Антонио Солис

## Позиции в чартах
Альбом дебютировал в США в чарте Billboard Top Latin Albums на первом месте 15 февраля 1997 года, обогнав альбом собственного отца Хулио Иглесиаса «Tango». На первой строчке альбом продержался 8 недель. До этого альбом Селены «Dreaming Of You» держался на первой строчке около года, но в середине апреля альбом вернулся на первое место, где продержался две недели. Через две недели альбом Иглесиаса опять возглавил чарт. Альбом продержался 15 недель без перерыва на лидирующей строчке, а также 36 недель в «десятке лучших» и 69 недель в чарте.
| Чарт (1997)/(1998)            | Лучшая позиция |
| ----------------------------- | -------------- |
| US Billboard Top 200 Albums   | 33             |
| US Billboard Top Latin Albums | 1 (8 недель)   |
| US Billboard Latin Pop Albums | 1 (24 недели)  |

## Участники записи
- Вокал:Энрике Иглесиас
- Акустическая гитара: Михаэль Ландау / Стив Сакес
- Бас-гитара: Лэланд Склар
- Орган Хаммонда: Билли Прэстон
- Саксофон: Дэн Хигинс
- Тромбон: Артуро Велансо
- Клавишные: Митчел Форман / Боб Пэйнтер
- Ударные: Григ Бисонетте
- Вокал: Энрике Иглесиас
- Бэк-вокал (припев): Чайтмэн Ренета / Рон Маршал / Сара Аниндо
- Бэк-вокал: Патрисио Какстилио /Мария дель Рей / Карлос Мургиа / Кэнний о`Брэйн / Тери Вуд / Гиса Ватскэй / Брэд Кенний

### Технический состав
- Продюсеры: Рафаэль Перес-Ботия / Кристина Абарао / Энрике Иглесиас
- Инженер: Брэд Кэнний
- Ассистенты инженера: Чиф де Морис / Мик Дай / Михаэль Парнин
- PR — агенты: Кристина Абароа / Кристиан Аллен Гостц
- Микс: Мик Дай / Брэд Кэнний / Крис Лорд Элдж / Михаэль Парнин
- Звукорежиссёр: Тони де Франко
- Цифровая обработка: Антонио Олариага
- Мастеринг: Доудж Сакс
- Ответственный за выпуск: Эндрю Шипс
- Менеджеры: Мигель Анхель Куберто / Фернандо Мартинес
- Главный советник: Роберто Моралес
- Фотограф: Стив Липман
- Стилисты: Эрин Флэнджин / Моноло Рус